# Koenigsegg CC850

Voorkant

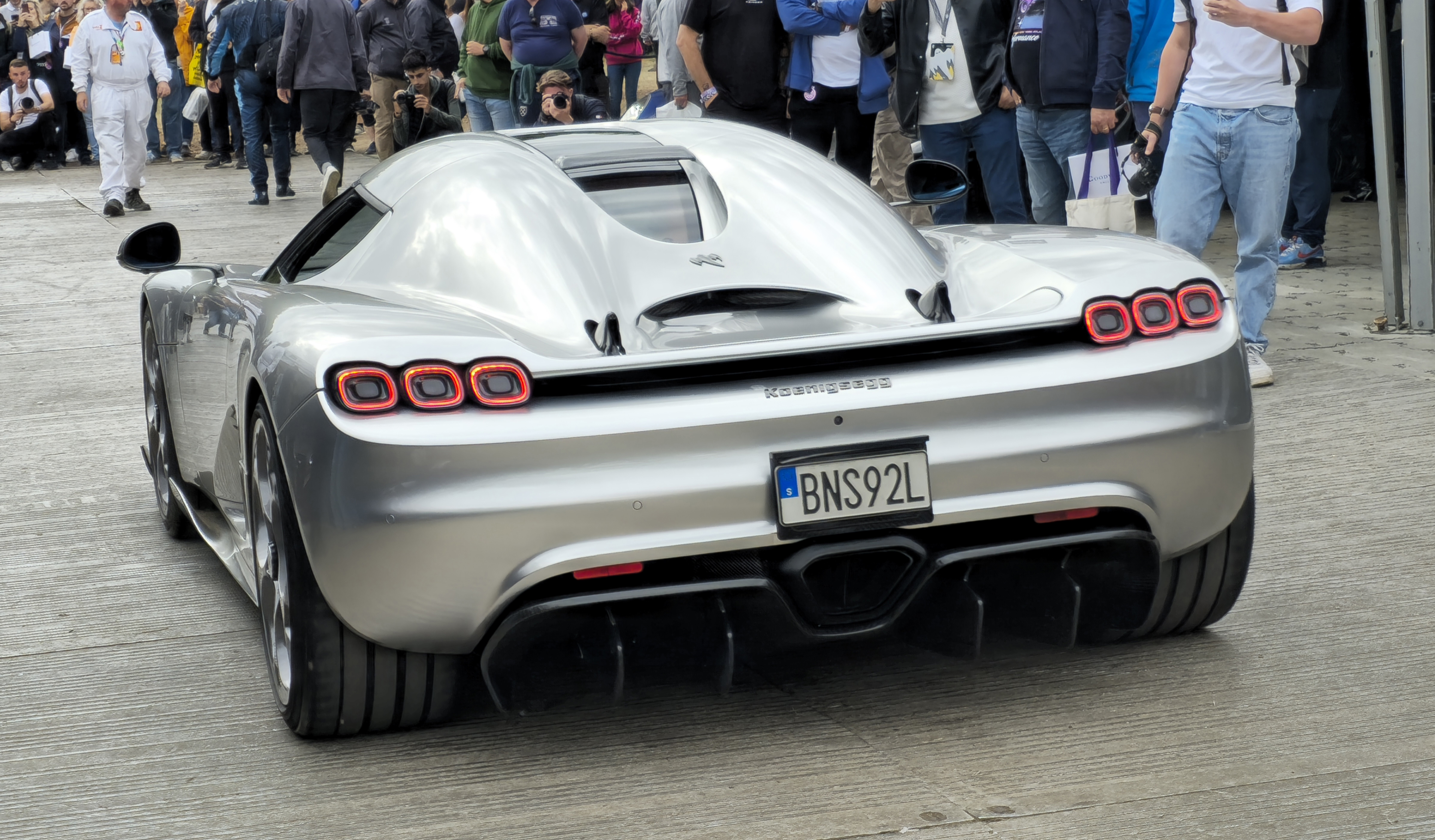
Achterkant

De Koenigsegg CC850 is een hypercar van het Zweedse automerk Koenigsegg. De CC850 is onthuld in 2022 en is een eerbetoon aan de eerste echte hypercar die Koenigsegg heeft gemaakt: de CC8S. De CC850 deelt veel gemeenschappelijke eigenschappen met de CC8S waarvan onder meer het uiterlijk. De CC850 werd gebouwd om te vieren dat Koenigsegg twintig jaar auto's maakte en omdat Christian von Koenigsegg in 2022 vijftig jaar werd. Het was eerst de bedoeling om maar vijftig eenheden te maken, maar door de grote vraag werd er uitgebreid naar zeventig eenheden.